# Ivo Strejček
Ivo Strejček (* 11. ledna 1962 Nové Město na Moravě) je český politik a učitel, v letech 2004 až 2014 poslanec Evropského parlamentu, v letech 1998 až 2009 zastupitel města Žďár nad Sázavou (z toho v letech 2002 až 2005 radní města). Byl členem ODS, později vstoupil do hnutí Trikolóra. Od roku 2013 je poradcem bývalého prezidenta Václava Klause.

## Život a politická kariéra
Vyrůstal ve Žďáru nad Sázavou, kde vystudoval tamní gymnázium. Po studiích na Pedagogické fakultě Masarykovy univerzity v Brně se stal učitelem. Do roku 1996 učil angličtinu na 4. základní škole ve Žďáru nad Sázavou.
V letech 1996 až 1997 byl tiskovým mluvčím předsedy vlády ČR Václava Klause. V období 2002 až 2004 byl poradcem místopředsedkyně Poslanecké sněmovny Parlamentu ČR za ODS.
Od roku 1998 do roku 2010 pracoval jako člen Zastupitelstva města Žďáru nad Sázavou, členem městské rady byl v letech 2002–2005.
V roce 2011 se stal spoluzakladatelem Institutu pro studium ekonomiky a politiky, liberálně-konzervativního think-tanku, kde pracuje v jeho vědecké radě. Od roku 2012, kdy byl založen Institut Václava Klause, je spolu s Václavem Klausem a Ladislavem Jaklem členem správní rady Institutu. Od roku 2013 je poradcem prezidenta Václava Klause.

### Poslanec Evropského parlamentu
V roce 2004 byl zvolen poslancem Evropského parlamentu, kde působil v hospodářském a měnovém výboru a v delegaci Smíšeného parlamentního výboru EU-Chorvatsko. V červnu 2009 svůj poslanecký mandát obhájil a byl znovu zařazen do Hospodářského a měnového výboru. Byl zde členem frakce Skupina Evropských konzervativců a reformistů. V roce 2014 již nekandidoval.

### Trikolóra
V roce 2019 vystoupil z ODS. Začal spolupracovat s hnutím Trikolóra, stal se jejím členem a předsedou krajské organizace Vysočina.